# Ostrvo Zavodovski
Ostrvo Zavodovski je jedno od najvećih mesta okupljanja pingvina na svetu 1800 km istočno od antarktičkog vrha.
Na ostrvu Zavodovski jednom od ostrva iz arhipelaga Južni sendvič, dominira vulkanska planina Asfiksija. Ovo ostrvo ima jedva prečnik od 6 km, a ipak na njemu svakog proleća dolazi više od 14 miliona parova ogrličastih pingvina kako bi se gnezdili u vulkanskom pepelu. Ovo ostrvo je dom za milione pingvina, a otkrili su ga Rusi 1819. godine. Posle Rusa ostrvo je otkrio američki špijun koji je leteo iznad Pacifika pod komandom kapetana Dzejmsa Brauna. Sleteo je na ovo ostrvo 1830. godine. Zbog njih je  kasnije ispitivano od od strane agencije Discovery Investigations (DI) 1930. godine. Kao što je već navedeno na ostrvu se nalazi vulkan. Vulkan je imao erupciju 2. maja 2012. godine, a snaga erupcije nije tačno odredjena. Vulkan je ponovon imao erupciju u martu 2016. godine gde je tri četvrtine ostrva bilo prekriveno debelim slojem pepela kojim je ubacio mnogo pingvinskih kolonija u rizik za život. Takodje vulkanska planina Asfiksija je poznata kao planina Keri i ona dominira zapadnom stranom ostrva čija polovina planine skoro svakog dana u godini prekrivena pepelom. Specifična toplota ovog mesta omogući život mnogim mladim pingvinima, njihovim kolonijama, što ide u prilog bogatstvu i lepoti svetske faune.